# Utterån
Der Utterån ist ein Fluss in Schweden und einer der drei Quellflüsse des Moälven. Er ist 45 Kilometer lang und hat ein Einzugsgebiet von 459 Quadratkilometer. Er entspringt im Stor-Uttersjön, zirka drei Kilometer nördlich von Innertällmo. Von dort aus fließt er in südöstlicher Richtung durch die Ortschaft Gålberget, wo er nach Süden abknickt und beim Dorf Uttersjö den Uttersjön durchfließt. Einige Kilometer flussabwärts mündet auf der rechten Flussseite der fast gleich große Hädanbergsån in den Utterån, dieser entspringt dem fünf Kilometer südlich des Stor-Uttersjön liegenden Översjön. Von hier aus fließt der Fluss in südliche Richtung, teilweise mit mäandrierenden Abschnitten. Schließlich stürzt er den Sågfallet hinunter und mündet bei Gottne in den Moälven.
Oberhalb des heutigen Sågfallet, nördlich der Ortschaft Gottne, lagen im neunzehnten Jahrhundert der Gottneforsen und mehrere kleine Staubecken, die für die Flößerei gebaut wurden. Bei dem besonders hohen Frühjahrshochwasser 1868 wurden diese Becken komplett geleert, damit sie nicht brachen; dadurch entstand eine natürliche Mauer aus Baumstämmen am Gottneforsen. Der Pegel des Utterån stieg dramatisch an, die Ufer erodierten, und der Fluss bahnte sich einen neuen Weg: der Sågfallet entstand. Dieser 13 Meter hohe Wasserfall bildete ein unüberwindbares Hindernis für Lachse und andere Wanderfische, sie konnten nun nicht mehr zu ihren Laichplätzen im Oberlauf des Utterån kommen.

## Einzelnachweise

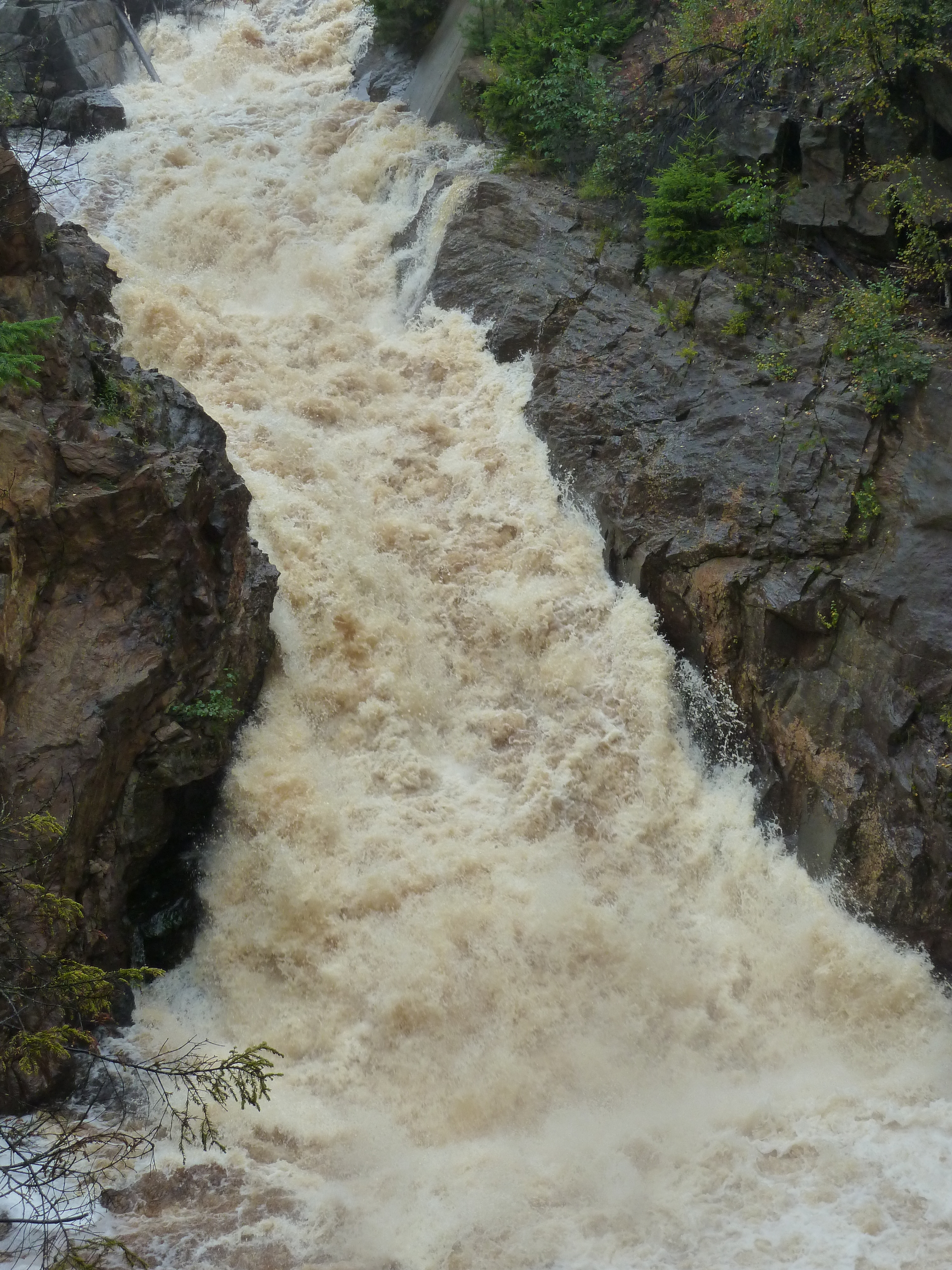
Der untere Teil des Sågfallet

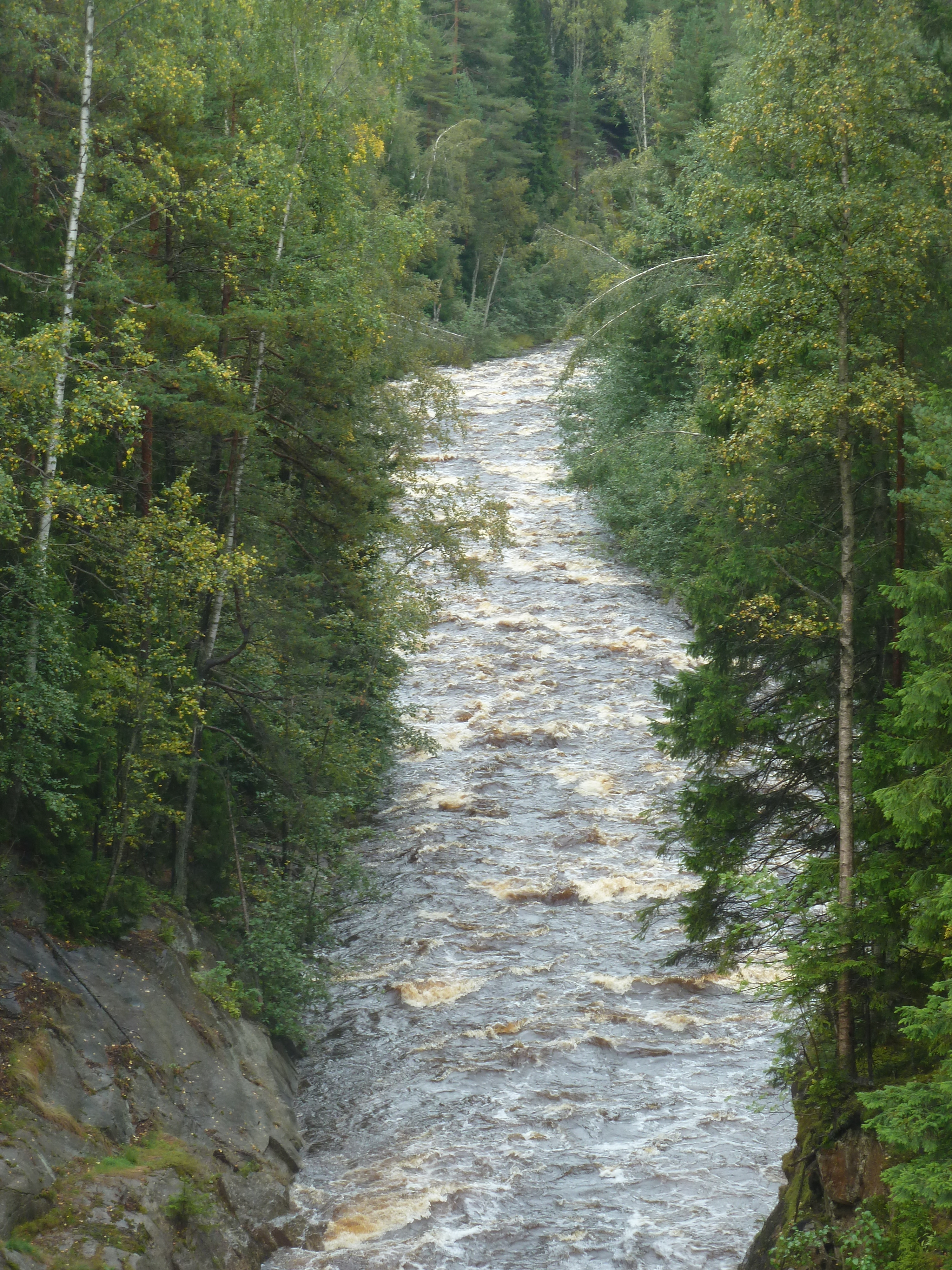
Utterån unterhalb des Sågfallet

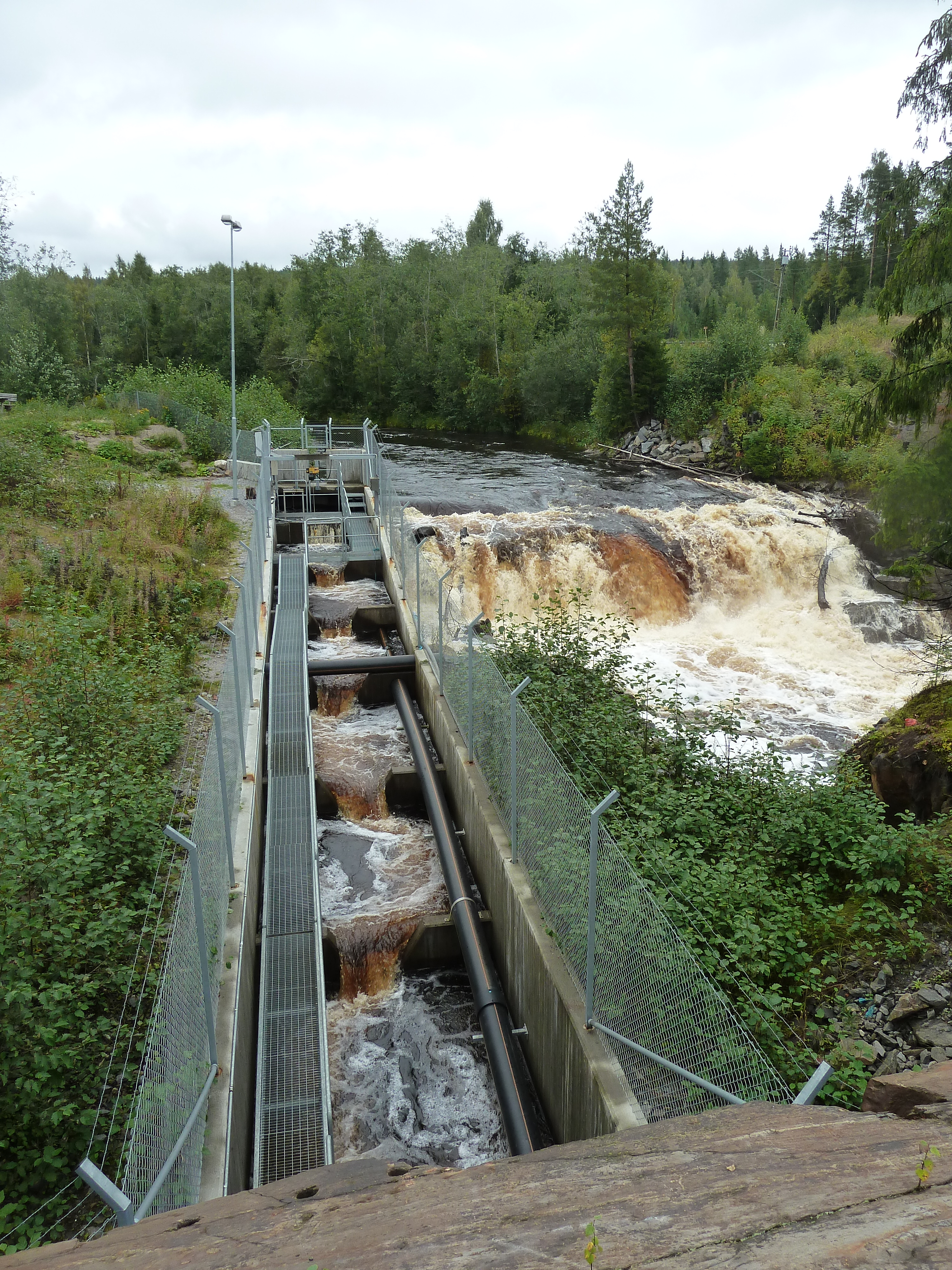
Die Fischtreppe am Sågfallet